# Лю Сяньвэй
Лю Сяньвэй (кит. трад. 刘显伟, упр. Liu Xianwei, род. 22 февраля 1987 года в г. Цицикаре, провинция Хэйлунцзян) — китайский шорт-трекист. Участвовал в Олимпийских играх 2010 года, двукратный серебряный призёр и бронзовый призёр чемпионатов мира. Окончил институт физического воспитания Харбинского университета.

## Биография
Лю Сяньвэй учился в начальной школе Лунша в Цицикаре, где и начал кататься на коньках. В возрасте 11 лет в 1998 году он попал в любительскую команду Цицикара под руководством тренера Ван Юши. Через год присоединился к профессиональной команде "Qi City", где тренировался у тренера Гао Тянь, а в 2001 году он переехал в Харбин в школу конькобежного спорта, в которой тренировался до 2005 года. В 2003 году вошёл в молодёжную национальную сборную. 
С 2004 года тренировался Хэйлунцзянском ледовом тренировочном центре. В январе 2006 года на юниорском чемпионате мира в Меркуря-Чук в занял 6-е место в беге на 1500 м и в общем зачёте занял 11-е место. В 2008 году он дебютировал в национальной сборной и в марте 2008 года на командном чемпионате мира в Харбине занял 4-е место. На Кубке мира в эстафете в феврале 2009 года в Софии занял 2-е место, а в Дрездене 3-е.
В марте 2009 года на чемпионате мира в Вене с командой выиграл серебряную медаль в эстафете. 
На Кубке мира в сезоне 2009/10 годов с командой в Сеуле и Монреале занял 3-е места в эстафете, а в Пекине занял 2-е место. На Олимпийских играх в Ванкувере в феврале 2010 года занял 15-е место в беге на 1500 м и 4-е в эстафете. В марте на командном чемпионате мира в Бормио 2010 завоевал бронзовую медаль.
В декабре на этапе Кубка мира в Чанчуне он выиграл серебряную медаль в беге на 1500 м, а в феврале 2011 года в Москве в эстафете стал 3-м и в Дрездене взял золотую медаль в беге на 1500 м, первый раз за последние годы, когда китайские мужчины выигрывали в этом соревновании. Он занял 2-е место в беге на 1500 м в общем зачёте кубка. В феврале 2011 года на зимних Азиатских играх в Алматы-Астане Лю Сяньвэй выиграл бронзовую медаль в беге на 1500 м. 
На чемпионате мира в Шеффилде поднялся на 4-е место в беге на 500 м и в общем зачёте занял 7-е место. На командном чемпионате мира в Варшаве завоевал серебряную медаль. В июле 2011 года на сборах в Циндао шесть членов команды, в том числе Лю Сяньвэй и Ван Мэн, поздно вернулись после выпивки и устроили потасовку, мешая отдыхать другим спортсменам.
Лан Ли, заместитель директора Центра зимних игр, представил основание для наказания, после чего Лю Сяньвэй и Ван Мэн были отстранены от тренировок. 4 августа Центр управления зимними видами спорта Государственного управления спорта Китая объявил о том, что Лю Сяньвэй и Ван Мэн были дисквалифицированы как члены национальной команды и переведены обратно в местную команду, а также отстранены от участия в международных и внутренних соревнованиях.